# 丰特新镇

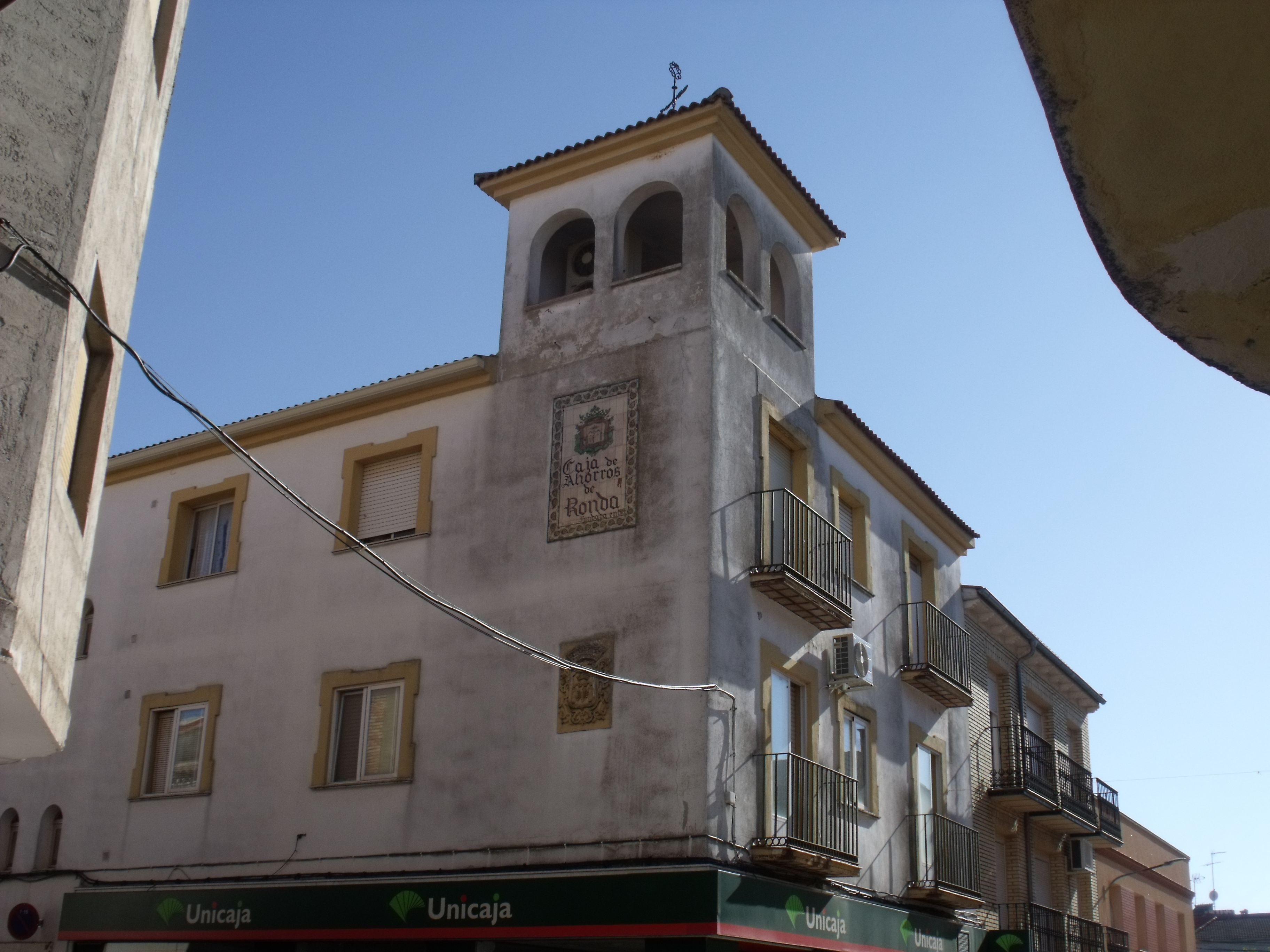

丰特新镇，是西班牙卡斯蒂利亚-拉曼恰雷阿尔城省的一个市镇。 总面积129平方公里，总人口2628人（2001年），人口密度20人/平方公里。